# Nascuda ahir
Nascuda ahir (títol original en anglès: Born Yesterday) és una pel·lícula estatunidenca de 1950 dirigida per George Cukor, adaptació d'una obra de Garson Kanin. Va rebre cinc nominacions en els Oscars, i es va emportar el trofeu en la categoria millor actriu gràcies a l'actuació de Judy Holliday. Està doblada al català.
La trama va sobre una antiga ballarina de cabaret que és la promesa de Harry Brock, un milionari amb negocis mafiosos. Aprofitant l'estupidesa de la seva companya, la incorpora en les seves maquinacions. Però les coses no passaran exactament com ho havia previst, perquè la noia es revela més intel·ligent del que s'hauria pogut pensar, i sobretot menys dòcil! L'any 1993 se'n va fer un remake, dirigit per Luis Mandoki i protagonitzat per Melanie Griffith, Don Johnson i John Goodman.

## Argument
Harry Brock (Broderick Crawford), un rude milionari, viatja a Washington, D.C. juntament amb la seva amant Emma Billie Dawn (Judy Holliday) i el seu corrupte advocat Jim Devery (Howard St. John). L'objecte del viatge és "influir" sobre un parell de polítics. L'advocat també està interessat en que el seu cap i la seva parella es casin per, d'aquesta manera, impedir que ella pugui testificar en contra del seu marit.
Harry està disconforme amb els modals i la falta d'educació d'Emma Billie, tot i que ell mateix ho fa pitjor; i decideix contractar el periodista Paul Verrall (William Holden) perquè s'encarregui de educar-la. Emma Billie aprèn ràpidament els nous ensenyaments i comença a mostrar la seva intel·ligència. El periodista es fascina amb ella i tots dos comencen a enamorar-se.
Sense assabentar-se del que està passant, l'advocat convenç a Harry de traspassar els seus fons a Emma Billie, per tal d'eludir i ocultar-los d'una fiscalització governamental. Arribat el moment, Harry requereix els seus diners de tornada, però s'enfronta a una independitzada Emma Billie i tots dos entren en conflicte. Ella i Paul Verrall decideixen alliberar-se de la dominació de Harry, negociant la devolució de diners poc a poc, a mesura que Harry els vagi deixant en pau. Harry accepta, i Emma Billie i Paul es casen.

## Repartiment
- Judy Holliday: Billie Dawn
- Broderick Crawford: Harry Brock
- William Holden: Paul Verrall
- Howard St. John: Jim Devery
- Frank Otto: Eddie, servent de Harry
- Larry Oliver: congressista Norval Hedges
- Barbara Brown: Mrs. Anna Hedges
- Grandon Rhodes: Sanborn, gerent de l'hotel
- Claire Carleton: Helen, la serventa